# Sigurimi
 Direcția Securității de Stat  (în albaneză Drejtoria e Sigurimit të Shtetit), cunoscută ca  Sigurimi , a fost serviciul de securitate națională și poliție secretă al Republicii Populare Socialiste Albania. Scopul era protejarea Albaniei de pericole.
Parlamentul Albaniei a dezbătut în 2008 deschiderea așa-numitelor „dosare Sigurimi”, însă Partidul Socialist din Albania s-a opus. O comisie guvernamentală creată în 2015 a fost însărcinată cu publicarea dosarelor Sigurimi și cu identificarea candidaților pentru funcții publice care au colaborat cu regimul comunist; totuși, la începutul lui 2017, comisia nu și-a început încă activitatea, iar criticii au subliniat că majoritatea dosarelor au fost probabil distruse de mult timp.

## Istorie
Sigurimi, potrivit lui Robert Elsie,  a fost înființat pe 19 martie 1943. Conform unor studii recente, organizația a fost instituită  pe 10 decembrie 1944, numită Departamentul pentru Apărarea Poporului (Sârbocroată: Odjeljenje za zaštitu naroda or Odeljenje za zaštitu naroda, Одељење за заштиту нaрода).

## Organizare
Sigurimi avea câte un sediul central local în fiecare dintre cele douăzeci și șase de districte ale Albaniei.
A fost organizată în continuare în secțiuni care privesc controlul politic, cenzura, dosarele publice, taberele de detenție, trupele de securitate internă, securitatea fizică, contraspionajul și inteligența străină.
Funcția principală a secției de control politic a fost monitorizarea corectitudinii ideologice a membrilor de partid și a altor cetățeni. Ea a fost responsabilă pentru curățirea partidului, a guvernului, a armatei și a propriului aparat al indivizilor care au fost strâns asociate cu Iugoslavia, Uniunea Sovietică sau cu China, după ce Albania a rupt de la alianțe succesive cu fiecare dintre aceste țări. O estimare a indicat că cel puțin 170 de membrii ai comitetului politburo comunitar sau ai comitetului central au fost executați ca urmare a investigațiilor lui Sigurimi. Secțiunea de control politic a fost, de asemenea, implicată într-un program amplu de monitorizare a convorbirilor telefonice private.
Secțiunea de cenzurare funcționează în cadrul presei, al radioului, al ziarelor și al altor mijloace de comunicare, precum și în cadrul societăților culturale, al școlilor și al altor organizații.
Secțiunea de înregistrări publice a gestionat documente guvernamentale și statistici, în special statistici sociale și economice care au fost tratate ca secrete de stat.
Secțiile de lagăre de detenție au fost acuzate de reeducarea politică a deținuților și de evaluarea gradului în care acestea reprezintă un pericol pentru societate. Poliția locală a furnizat gărzi pentru paisprezece tabere de detenție din întreaga țară.
Secțiunea de contraspionaj a fost responsabilă pentru neutralizarea operațiunilor de informații externe din Albania, precum și a mișcărilor interne și a partidelor care s-au opus Partidului.
În cele din urmă, secția de informații străine a menținut personalul în străinătate și la domiciliu pentru a obține informații despre capabilitățile și intențiile străine care au afectat securitatea națională a Albaniei. Ofițerii săi au ocupat funcții de acoperire a misiunilor diplomatice străine ale Albaniei, a birourilor comerciale și a centrelor culturale.

## Directori
| Nr. | Nume, prenume     | Durata mandatului | Durata mandatului |
| 1   | Koçi Xoxe         | 14 decembrie 1944 | 22 martie 1946    |
| 2   | Nesti Kerënxhi    | 2 aprilie 1946    | Februarie 1948    |
| 3   | Vaskë Koleci      | 8 martie 1948     | 30 octombrie 1948 |
| 4   | Beqir Ndou        | 1 noiembrie 1948  | 9 martie 1949     |
| 5   | Kadri Hazbiu      | 9 martie 1950     | 1 august 1954     |
| 6   | Mihallaq Ziqishti | 1 august 1954     | 4 mai 1962        |
| 7   | Rexhep Kolli      | 5 mai 1962        | 15 mai 1967       |
| 8   | Feçor Shehu       | 15 mai 1967       | 31 decembrie 1969 |
| 9   | Lelo Sinaj        | 1 ianuarie 1970   | 15 mai 1972       |
| 10  | Muço Saliu        | 16 mai 1972       | 28 februarie 1974 |
| 11  | Feçor Shehu       | 1 martie 1974     | 15 ianuarie 1980  |
| 12  | Kadri Gojashi     | 16 ianuarie 1980  | 4 aprilie 1982    |
| 13  | Rexhep Kolli      | 4 aprilie 1982    | 23 iunie 1982     |
| 14  | Pëllumb Kapo      | 24 iunie 1982     | 15 octombrie 1982 |
| 15  | Zylyftar Ramizi   | 16 octombrie 1982 | 31 martie 1987    |
| 16  | Zef Loka          | 1 aprilie 1987    | 15 februarie 1988 |
| 17  | Zylyftar Ramizi   | 15 februarie 1988 | 31 ianuarie 1989  |
| 18  | Frederik Ymeri    | 1 februarie 1989  | 31 august 1990    |
| 19  | Nerulla Zebi      | 31 august 1990    | 15 august 1991    |

## Legături externe
- Library of Congress Country Study of Albania – Data as of April 1992